# Patinação de velocidade em pista curta nos Jogos Olímpicos de Inverno de 2010 - 1000 m masculino
As competições de 1000m masculino da patinação de velocidade em pista curta nos Jogos Olímpicos de Inverno de 2010 foram disputadas no Pacific Coliseum em Vancouver, Colúmbia Britânica, entre 17 e 20 de fevereiro de 2010.

## Medalhistas
| Ouro   | KOR Lee Jung-su      |
| Prata  | KOR Lee Ho-suk       |
| Bronze | USA Apolo Anton Ohno |

## Recordes
Antes desta competição, os recordes mundiais e olímpicos da prova eram os seguintes:
| Tipo | Atleta          | Tempo    | Local    | Data                    |
| ---- | --------------- | -------- | -------- | ----------------------- |
|      | Charles Hamelin | 1:23.454 | Montreal | 18 de janeiro de 2009   |
|      | Ahn Hyun-Soo    | 1:26.739 | Turim    | 18 de fevereiro de 2006 |

## Resultados

### Eliminatórias
Foram realizadas oito baterias na fase eliminatória:
| Pos. | Atleta              | Tempo    | Notas |
| ---- | ------------------- | -------- | ----- |
| 1    | CAN Charles Hamelin | 1:25.256 | Q     |
| 2    | NED Sjinkie Knegt   | 1:25.449 | Q     |
| 3    | GBR Jon Eley        | 1:25.588 |       |
| 4    | CHN Ma Yunfeng      | 1:25.814 |       |

| Pos. | Atleta               | Tempo    | Notas |
| ---- | -------------------- | -------- | ----- |
| 1    | CAN François Hamelin | 1:25.714 | Q     |
| 2    | GER Tyson Heung      | 1:25.938 | Q     |
| 3    | HUN Viktor Knoch     | 1:26.279 |       |
| 4    | KAZ Aidar Bekzhanov  | 1:26.536 |       |

| Pos. | Atleta                 | Tempo    | Notas |
| ---- | ---------------------- | -------- | ----- |
| 1    | KOR Sung Si-bak        | 1:24.245 | Q,    |
| 2    | NZL Blake Skjellerup   | 1:27.875 | Q     |
| 3    | ITA Nicola Rodigari    | 1:41.117 | ADV   |
| 4 !  | FRA Maxime Chataignier | 99.999 ! | DSQ   |

| Pos. | Atleta            | Tempo    | Notas |
| ---- | ----------------- | -------- | ----- |
| 1    | CHN Han Jialiang  | 1:26.479 | Q     |
| 2    | ITA Nicolas Bean  | 1:26.781 | Q     |
| 3    | USA Travis Jayner | 1:26.870 |       |
| 4    | GBR Tom Iveson    | 1:27.841 |       |

| Pos. | Atleta                | Tempo    | Notas |
| ---- | --------------------- | -------- | ----- |
| 1    | ITA Yuri Confortola   | 1:27.073 | Q     |
| 2    | FRA Thibaut Fauconnet | 1:27.080 | Q     |
| 3    | RUS Semion Elistratov | 1:27.254 |       |
| 4    | BUL Assen Pandov      | 1:28.580 |       |

| Pos. | Atleta               | Tempo    | Notas |
| ---- | -------------------- | -------- | ----- |
| 1    | USA Apolo Anton Ohno | 1:25.940 | Q     |
| 2    | CHN Liang Wenhao     | 1:26.249 | Q     |
| 3    | GER Paul Herrmann    | 1:26.739 |       |
| 4    | RUS Ruslan Zakharov  | 1:26.883 |       |

| Pos. | Atleta                | Tempo    | Notas |
| ---- | --------------------- | -------- | ----- |
| 1    | KOR Lee Jung-su       | 1.24:962 | Q     |
| 2    | USA J. R. Celski      | 1:25.113 | Q     |
| 3    | BEL Pieter Gysel      | 1:25.613 |       |
| 4    | JPN Takahiro Fujimoto | 1:26.359 |       |

| Pos. | Atleta             | Tempo    | Notas |
| ---- | ------------------ | -------- | ----- |
| 1    | KOR Lee Ho-suk     | 1:25.925 | Q     |
| 2    | LAT Haralds Silovs | 1:25.951 | Q     |
| 3    | JPN Yuzo Takamido  | 1:26.074 |       |
| 4    | AUS Lachlan Hay    | 1:26.132 |       |

### Quartas de final
Os atletas classificados foram divididos em quatro baterias:
| Pos. | Atleta               | Tempo    | Notas |
| ---- | -------------------- | -------- | ----- |
| 1    | CAN Charles Hamelin  | 1:25.300 | Q     |
| 2    | USA Apolo Anton Ohno | 1:25.502 | Q     |
| 3    | ITA Nicolas Bean     | 1:25.827 |       |
| 4    | GER Tyson Heung      | 1:26.098 |       |

| Pos. | Atleta                | Tempo    | Notas |
| ---- | --------------------- | -------- | ----- |
| 1    | KOR Lee Jung-su       | 1:25.822 | Q     |
| 2    | CHN Han Jialiang      | 1:25.856 | Q     |
| 3    | NED Sjinkie Knegt     | 1:26.176 |       |
| 4    | FRA Thibaut Fauconnet | 1:26.213 |       |
|      | ITA Nicola Rodigari   | DSQ      |       |

| Pos. | Atleta               | Tempo    | Notas |
| ---- | -------------------- | -------- | ----- |
| 1    | KOR Sung Si-bak      | 1:24.570 | Q     |
| 2    | USA J. R. Celski     | 1:24.621 | Q     |
| 3    | ITA Yuri Confortola  | 1:24.788 |       |
| 4    | NZL Blake Skjellerup | 1:27.374 |       |

| Pos. | Atleta               | Tempo    | Notas |
| ---- | -------------------- | -------- | ----- |
| 1    | KOR Lee Ho-suk       | 1:24.980 | Q     |
| 2    | CAN François Hamelin | 1:25.037 | Q     |
| 3    | CHN Liang Wenhao     | 1:25.060 |       |
| 4    | LAT Haralds Silovs   | 1:50.292 |       |

### Semifinais
Os atletas classificados foram divididos em duas semifinais:
| Pos. | Atleta               | Tempo    | Notas |
| ---- | -------------------- | -------- | ----- |
| 1    | KOR Lee Ho-suk       | 1:25.347 | QA    |
| 2    | KOR Lee Jung-su      | 1:25.560 | QA    |
| 3    | CAN François Hamelin | 1:45.324 | ADV   |
|      | USA J. R. Celski     | DSQ      |       |

| Pos. | Atleta               | Tempo    | Notas |
| ---- | -------------------- | -------- | ----- |
| 1    | USA Apolo Anton Ohno | 1:25.033 | QA    |
| 2    | CAN Charles Hamelin  | 1:25.062 | QA    |
| 3    | KOR Sung Si-bak      | 1:25.068 | QB    |
| 4    | CHN Han Jialiang     | 1:25.462 | QB    |

### Finais
A Final B definiria as posições entre 5º e 8º. Como dos quatro semifinalistas que não se classificaram diretamente para a Final A um ganhou a vaga após decisão dos juízes e um foi desclassificado, a Final B teve a presença de apenas dois atletas, que decidiram 6ª e 7ª posições. Na Final A, cinco atletas disputaram as medalhas.
Final B
| Pos. | Atleta           | Tempo    | Notas |
| ---- | ---------------- | -------- | ----- |
| 1    | CHN Han Jialiang | 1:32.023 |       |
|      | KOR Sung Si-bak  | DSQ      |       |

Final A
| Pos.              | Atleta               | Tempo    | Notas            |
| ----------------- | -------------------- | -------- | ---------------- |
| Medalha de ouro   | KOR Lee Jung-su      | 1:23.747 | Recorde olímpico |
| Medalha de prata  | KOR Lee Ho-suk       | 1:23.801 |                  |
| Medalha de bronze | USA Apolo Anton Ohno | 1:24.128 |                  |
| 4                 | CAN Charles Hamelin  | 1:24.329 |                  |
| 5                 | CAN François Hamelin | 1:25.206 |                  |

## Novos recordes
Um novo recorde olímpico foi estabelecido na final da prova:
| Tipo | Atleta          | Tempo    | Local     | Data                    |
| ---- | --------------- | -------- | --------- | ----------------------- |
|      | Charles Hamelin | 1:23.454 | Montreal  | 18 de janeiro de 2009   |
|      | Lee Jung-su     | 1:23.747 | Vancouver | 20 de fevereiro de 2010 |

Legenda
| Recorde mundial      | Recorde mundial (World record)               |                       | Recorde africano                      | Recorde africano (African) |                                           | Q | Classificado por posição (Qualified) |
| Recorde olímpico     | Recorde olímpico (Olympic record)            | Recorde da América    | Recorde da América (Americas)         | q                          | Classificado por melhor tempo (Qualified) |   |                                      |
| Melhor marca do ano  | Melhor marca do ano (World leading)          | Recorde asiático      | Recorde asiático (Asian)              | DNS                        | Não largou (Did not start)                |   |                                      |
| Recorde nacional     | Recorde nacional (National record)           | Recorde europeu       | Recorde europeu (European)            | DNF                        | Não terminou (Did not finish)             |   |                                      |
| Recorde pessoal      | Recorde pessoal do atleta (Personal best)    | Recorde da Oceania    | Recorde da Oceania (Oceania)          | DSQ / DQ                   | Desclassificado (Disqualified)            |   |                                      |
| Recorde da temporada | Recorde da temporada do atleta (Season best) | Recorde sul-americano | Recorde sul-americano (South America) | NM                         | Sem marca (No mark)                       |   |                                      |